# Championnat d'Europe de football des moins de 17 ans 2022
Navigation
Euro 2020 (annulé) Euro 2023
La phase finale de l'édition 2022 du Championnat d'Europe de football des moins de 17 ans se déroule du 16 mai au 1er juin 2022 en Israël. Les joueurs nés après le 1er janvier 2005 peuvent y participer.

## Organisation

### Format
Le tournoi final du Championnat d'Europe de football des moins de 17 ans est précédé par deux tours qualificatifs, le tour de qualification puis le tour élite.
La compétition s'organise en deux temps :  les 16 équipes sont réparties en 4 groupes de 4, puis les 2 premiers se qualifient pour la phase à élimination directe.

### Stades
La compétition se déroule dans cinq stades :
| \| Netanya Ness Ziona Lod Ramat Gan Rishon LeZion \| |
| Netanya Ness Ziona Lod Ramat Gan Rishon LeZion       |

| Netanya Ness Ziona Lod Ramat Gan Rishon LeZion |

## Éliminatoires

### Tour de qualifications
Le tour de qualifications regroupe les 52 équipes en 13 groupes de quatre équipes où un pays organise le tournoi. Les deux premiers de chaque groupe ainsi que les 5 meilleurs troisièmes se qualifient pour le tour élite où ils sont rejoints par la tête de série qui est exemptée de tour de qualification.
- Sélection qualifiée pour le tour élite.
- Sélection éliminée.

| Groupe 1         | Groupe 2                | Groupe 3              | Groupe 4                        | Groupe 5                     | Groupe 6             | Groupe 7                           |
| ---------------- | ----------------------- | --------------------- | ------------------------------- | ---------------------------- | -------------------- | ---------------------------------- |
| Turquie Danemark | Tchéquie Suède Lettonie | Luxembourg Belgique   | Estonie Géorgie Hongrie         | République d'Irlande Pologne | Allemagne Russie     | Suisse Finlande Bosnie-Herzégovine |
| Monténégro Malte | Lituanie                | Norvège Azerbaïdjan   | Islande                         | Macédoine du Nord Andorre    | Roumanie Saint-Marin | Gibraltar                          |
| Groupe 8         | Groupe 9                | Groupe 10             | Groupe 11                       | Groupe 12                    | Groupe 13            |                                    |
| Grèce France     | Slovénie Kosovo         | Bulgarie Serbie       | Ukraine Portugal Pays de Galles | Italie Écosse                | Angleterre Slovaquie |                                    |
| Chypre Moldavie  | Autriche Îles Féroé     | Croatie Liechtenstein | Kazakhstan                      | Irlande du Nord Albanie      | Biélorussie Arménie  |                                    |

### Tour élite
Les 32 équipes du tour élite sont réparties en 8 groupes de 4. Les 8 vainqueurs de groupe et les 7 meilleurs seconds se qualifient pour la phase finale où elles rejoignent l'équipe hôte, l'Israël.
| Groupe 1                | Groupe 2        | Groupe 3         | Groupe 4                   | Groupe 5          | Groupe 6       | Groupe 7                | Groupe 8                      |
| ----------------------- | --------------- | ---------------- | -------------------------- | ----------------- | -------------- | ----------------------- | ----------------------------- |
| Pays-Bas                | Danemark Suède  | Allemagne Écosse | Espagne Belgique           | France Luxembourg | Italie Pologne | Serbie Turquie          | Portugal Bulgarie             |
| Hongrie Grèce Slovaquie | Suisse Lettonie | Géorgie Tchéquie | Bosnie-Herzégovine Estonie | Angleterre Russie | Ukraine Kosovo | Slovénie Pays de Galles | Finlande République d'Irlande |

## Phase finale

### Qualifiés
| Pays                            | Date de qualification                                | Participations au tournoi final | Meilleur résultat                                                        | Dernière participation (résultat obtenu) |
| ------------------------------- | ---------------------------------------------------- | --- | ------------------------------------------------------------------------ | ---------------------------------------- |
| Israël PO                       | Désignation le 24 septembre 2019 (qualifié d'office) | +08,(1987, 1992, 1996, 1997, 2000, 2003, 2005, 2018) | 3e place (1) (1996)                                                      | 2018(Premier tour)                       |
| Allemagne Groupe 3 - 1re place  | 26 mars 2022                                         | +27, (1982, 1984, 1985, 1987, 1988, 1990, 1991, 1992, 1994, 1995, 1996, 1997,1999, 2000, 2001, 2002, 2006, 2007, 2009, 2011, 2012, 2014, 2015, 2016, 2017, 2018, 2019)        | Vainqueur (3) · (1984, 1992, 2009)                                       | 2019 (Premier tour)                      |
| Espagne Groupe 4 - 1re place    | 26 mars 2022                                         | +28, (1985, 1986, 1988, 1989, 1990, 1991, 1992, 1993, 1994, 1995, 1997, 1998, 1999, 2000, 2001, 2002, 2003, 2004, 2006, 2007, 2008, 2009, 2010, 2015, 2016, 2017, 2018, 2019) | Vainqueur (9) · (1986, 1988, 1991, 1997, 1999, · 2001, 2007, 2008, 2017) | 2019 (1/2 finale)                        |
| France Groupe 5 - 1re place     | 26 mars 2022                                         | +24, (1985, 1986, 1987, 1988, 1989, 1990, 1991, 1992, 1993, 1995, 1996, 2001, 2002, 2004, 2007, 2008, 2009, 2010, 2011, 2012, 2015, 2016, 2017, 2019)                         | Vainqueur (2) · (2004, 2015)                                             | 2019 (1/2 finale)                        |
| Danemark Groupe 2 - 1re place   | 29 mars 2022                                         | +15, (1986, 1987, 1989, 1990, 1991, 1992, 1994, 1998, 1999, 2000, 2002, 2003, 2011, 2015, 2016, 2018)                                                                         | Finaliste (1) · (1994)                                                   | 2018 (Premier tour)                      |
| Serbie Groupe 7 - 1re place     | 29 mars 2022                                         | +7, (2002, 2006, 2008, 2011, 2016, 2017, 2018) | 1/4 de finale (1) (2002)                                                 | 2018 (Premier tour)                      |
| Portugal Groupe 8 - 1re place   | 29 mars 2022                                         | +23, (1985, 1986, 1987 1988, 1989, 1990, 1991, 1992, 1993, 1994, 1995, 1996, 1998, 1999, 2000, 2002, 2003, 2004, 2010, 2014, 2016, 2018, 2019)                                | Vainqueur (6) · (1989, 1995, 1996, 2000, 2003, · 2016)                   | 2019 (1/4 de finale)                     |
| Suède Groupe 2 - 2e place       | 29 mars 2022                                         | +11, (1985, 1986, 1988, 1990, 1991, 1995, 1998, 1999, 2013, 2016, 2018) | 1/4 de finale (3) (1995, 2016, 2018)                                     | 2018 (1/4 de finale)                     |
| Belgique Groupe 4 - 2e place    | 29 mars 2022                                         | +14, (1988, 1990, 1993, 1994, 1995, 1997, 2001, 2006, 2007, 2012, 2015, 2016, 2018, 2019)                                                                                     | 1/2 finale (3) (2007, 2015, 2018)                                        | 2019 (1/4 de finale)                     |
| Écosse Groupe 3 - 2e place      | 29 mars 2022                                         | +13, (1986, 1987, 1989, 1990, 1992, 1995, 1998, 2001, 2008, 2014, 2015, 2016, 2017)                                                                                           | 1/2 finale (1) (2014)                                                    | 2017 (Premier tour)                      |
| Turquie Groupe 7 - 2e place     | 29 mars 2022                                         | +12, (1986, 1987, 1993, 1994, 2001, 2004, 2005, 2008, 2009, 2010, 2014, 2017)                                                                                                 | Vainqueur (2) · (1994, 2005)                                             | 2017 (1/2 finale)                        |
| Bulgarie Groupe 8 - 2e place    | 29 mars 2022                                         | +5,(1985, 1986, 1989, 1991, 2015) | Premier tour (5) (1985, 1986, 1989, 1991, 2015)                          | 2015 (Premier tour)                      |
| Pays-Bas T Groupe 1 - 1re place | 30 mars 2022                                         | +18, (1984, 1989, 1992, 2000, 2001, 2002, 2005, 2007, 2008, 2009, 2011, 2012, 2014, 2015, 2016, 2017, 2018, 2019)                                                             | Vainqueur (4) · (2011, 2012, 2018, 2019)                                 | 2019 · (Vainqueur )                      |
| Luxembourg Groupe 5 - 2e place  | 30 mars 2022                                         | +1, (2006) | Premier tour (1) (2006)                                                  | 2006 (Premier tour)                      |
| Italie Groupe 6 - 1re place     | 26 avril 2022                                        | +20, (1982, 1985, 1986, 1987, 1989, 1992, 1993, 1995, 1997, 1998, 2001, 2003, 2005, 2009, 2013, 2015, 2016, 2017, 2018, 2019)                                                 | Vainqueur (2) · (1982, 1987)                                             | 2019 · (Finaliste )                      |
| Pologne Groupe 6 - 2e place     | 26 avril 2022                                        | +11, (1990, 1991, 1993, 1995, 1996, 1997, 1999, 2000, 2001, 2002, 2012) | Vainqueur (1) · (1993)                                                   | 2012 (1/2 finale)                        |

### Tirage au sort
Le tirage au sort de la phase finale de l'Euro 2022 a eu lieu le 5 avril 2022 à Herzliya.
- Les équipes seront placées dans les chapeaux en fonction du classement général des qualifications européennes sur la base de leurs résultats aux éliminatoires de l'UEFA Euro 2020.
- Chaque pays hôte qualifié sera garanti de jouer deux matches de phase de groupes à domicile.
- Si deux équipes hôtes se qualifient directement pour le tournoi final et se retrouvent dans le même groupe, un tirage au sort décidera quelle équipe accueillera leur confrontation.

| Groupe A   | Groupe B   | Groupe C | Groupe D |
| ---------- | ---------- | -------- | -------- |
| Israël PO  | France     | Serbie   | Danemark |
| Allemagne  | Pays-Bas T | Espagne  | Portugal |
| Italie     | Bulgarie   | Turquie  | Écosse   |
| Luxembourg | Pologne    | Belgique | Suède    |

### Critères de départage
Le classement des équipes en phase de groupes est déterminé comme suit :
1. Points obtenus dans tous les matches de groupe;
2. Points dans les matchs entre les équipes à égalité;
3. Différence de buts dans les matchs entre les équipes à égalité;
4. Buts marqués lors de matchs entre les équipes à égalité ;
5. Si plus de deux équipes sont à égalité, et après avoir appliqué tous les critères de 1 à 4, si les équipes sont toujours à égalité, tous les critères de 1à 4 sont réappliqués exclusivement à c'est d'équipes ;
6. Différence de buts générale;
7. Buts marqués dans tous les matches de groupe ;
8. Tirs au but si seulement deux équipes ont le même nombre de points, et qu'elles se sont rencontrées au dernier tour du groupe et sont à égalité après application de tous les critères ci-dessus (non utilisé si plus de deux équipes ont le même nombre de points, ou si leur classement n'est pas pertinent pour la qualification à l'étape suivante) ;
9. Points disciplinaires
  - Carton jaune : −1 point ;
  - Carton rouge indirect (deuxième carton jaune) : −3 points ;
  - Carton rouge direct : −3 points ;
10. Coefficient UEFA pour le tirage au sort du tour de qualification ;
11. Tirage au sort.

### Groupe A
| Rang | Équipe     | Pts | J | G | N | P | Bp | Bc | Diff |
| ---- | ---------- | --- | - | - | - | - | -- | -- | ---- |
| 1    | Allemagne  | 9   | 3 | 3 | 0 | 0 | 9  | 2  | +7   |
| 2    | Italie     | 6   | 3 | 2 | 0 | 1 | 4  | 3  | +1   |
| 3    | Israël     | 3   | 3 | 1 | 0 | 2 | 3  | 4  | -1   |
| 4    | Luxembourg | 0   | 3 | 0 | 0 | 3 | 0  | 7  | -7   |

#### 1rejournée
| 16 mai 2022 | Italie                                  | 2 - 3   | Allemagne                                                                  | Stade Ness Ziona, Ness Ziona |                           |
| 16h30       | Kevin Bruno 44e · Alessandro Bolzan 48e | (1 - 2) | 24e Tom Bischof · 27e Paul Wanner · 56e Dzenan Pejcinovic                  | Arbitrage : Willy Delajod    | Arbitrage : Willy Delajod |
| 16h30       |                                         | Rapport | 29e Paul Wanner · 51e Simon Walde · 69e Paulo Fritschi · 82e Rafael Lubach | Arbitrage : Willy Delajod    | Arbitrage : Willy Delajod |

| 16 mai 2022 | Israël                                 | 3 - 0   | Luxembourg                             | Stade Haberfeld, Rishon LeZion |                              |
| 19h00       | Yan Yusopove 78e 82e · Karem Zoabi 87e | (0 - 0) |                                        | Arbitrage : Andrei Chivulete   | Arbitrage : Andrei Chivulete |
| 19h00       | Karem Zoabi 88e                        | Rapport | 57e Gianluca Totaro · 85e Adel Civovic | Arbitrage : Andrei Chivulete   | Arbitrage : Andrei Chivulete |

#### 2ejournée
| 19 mai 2022 | Allemagne                                                     | 3 - 0   | Luxembourg      | Stade Haberfeld, Rishon LeZion |                              |
| 16h30       | Nelson Weiper 7e · Laurin Ulrich 27e · Arijon Ibrahimović 70e | (2 - 0) |                 | Arbitrage : Igor Stojchevski   | Arbitrage : Igor Stojchevski |
| 16h30       |                                                               | Rapport | 40e Hugo Afonso | Arbitrage : Igor Stojchevski   | Arbitrage : Igor Stojchevski |

| 19 mai 2022 | Israël              | 0 - 1   | Italie           | Stade Ness Ziona, Ness Ziona          |                                       |
| 19h00       |                     | (0 - 0) | 75e Pio Esposito | Arbitrage : Christian-Petru Ciochirca | Arbitrage : Christian-Petru Ciochirca |
| 19h00       | Guy Amos Dezent 77e | Rapport | 39e Kevin Bruno  | Arbitrage : Christian-Petru Ciochirca | Arbitrage : Christian-Petru Ciochirca |

#### 3ejournée
| 22 mai 2022 | Luxembourg                               | 0 - 1   | Italie                                           | Stade Ramat Gan, Ramat Gan |                      |
| 19h00       |                                          | (0 - 1) | 25e (pen.) Luca Di Maggio                        | Arbitrage : Tom Owen       | Arbitrage : Tom Owen |
| 19h00       | Clayton Irigoyen 24e · Sofiane Ikene 56e | Rapport | 54e Mattia Malaspina · 88e Aaron Ciammaglichella | Arbitrage : Tom Owen       | Arbitrage : Tom Owen |

| 22 mai 2022 | Allemagne                                        | 3 - 0   | Israël                              | Stade municipal de Lod, Lod |                       |
| 19h00       | Nelson Weiper 59e · Lars Sidney Raebiger 64e 67e | (0 - 0) |                                     | Arbitrage : Dario Bel       | Arbitrage : Dario Bel |
| 19h00       | Philipp Schulz 40e · Shavit Shimon Elgaby 80e    | Rapport | 46e Yan Yusopove · 63e Roey Yitzhak | Arbitrage : Dario Bel       | Arbitrage : Dario Bel |

### Groupe B
| Rang | Équipe   | Pts | J | G | N | P | Bp | Bc | Diff |
| ---- | -------- | --- | - | - | - | - | -- | -- | ---- |
| 1    | Pays-Bas | 9   | 3 | 3 | 0 | 0 | 8  | 3  | +5   |
| 2    | France   | 6   | 3 | 2 | 0 | 1 | 11 | 4  | +7   |
| 3    | Pologne  | 1   | 3 | 0 | 1 | 2 | 3  | 9  | -6   |
| 4    | Bulgarie | 1   | 3 | 0 | 1 | 2 | 2  | 8  | -6   |

#### 1rejournée
| 16 mai 2022 | France                                                             | 6 - 1   | Pologne                | Stade Ramat Gan, Ramat Gan            |                                       |
| 16h30       | Doué 6e (pen.) 15e · Gueguin 27e · Diallo 40e · Tel 64e · Byar 66e | (4 - 0) | 74e Dawid Drachal      | Arbitrage : Christian-Petru Ciochirca | Arbitrage : Christian-Petru Ciochirca |
| 16h30       | Sarr 30e                                                           | Rapport | 14e Jakub Staniszewski | Arbitrage : Christian-Petru Ciochirca | Arbitrage : Christian-Petru Ciochirca |

| 16 mai 2022 | Bulgarie            | 1 - 3   | Pays-Bas                                     | Stade municipal de Lod, Lod  |                              |
| 19h00       | Martin Georgiev 10e | (1 - 1) | 30e Misehouy · 60e Babadi · 90+1e van Duiven | Arbitrage : Igor Stojchevski | Arbitrage : Igor Stojchevski |
| 19h00       | Petar Kirev 62e     | Rapport | 62e Vos · 85e van Duiven                     | Arbitrage : Igor Stojchevski | Arbitrage : Igor Stojchevski |

#### 2ejournée
| 19 mai 2022 | Pays-Bas                                    | 2 - 1   | Pologne                                                                                    | Stade municipal de Lod, Lod       |                                   |
| 16h30       | Huijsen 51e (pen.) · Boerhout 90+3e         | (0 - 0) | 88e Tomasso Guercio                                                                        | Arbitrage : Helgi Mikael Jónasson | Arbitrage : Helgi Mikael Jónasson |
| 16h30       | Rovers 15e · Banzuzi 54e · Alvaro Henry 60e | Rapport | 50e Miłosz Kurzydłowski · 54e Tomasso Guercio · 82e Oliwier Sławiński · 89e Dariusz Gesior | Arbitrage : Helgi Mikael Jónasson | Arbitrage : Helgi Mikael Jónasson |

| 19 mai 2022 | France                                   | 4 - 0   | Bulgarie                                                                                 | Stade Ramat Gan, Ramat Gan   |                              |
| 19h00       | Tel 29e 44e · Aiki 86e · Zaïre-Emery 89e | (2 - 0) |                                                                                          | Arbitrage : Andrei Chivulete | Arbitrage : Andrei Chivulete |
| 19h00       | Bitshiabu 50e                            | Rapport | 39e Martin Georgiev · 60e Chung Nguyen Do · 63e, 84e Roberto Raychev · 74e Mihail Tsonev | Arbitrage : Andrei Chivulete | Arbitrage : Andrei Chivulete |

#### 3ejournée
| 22 mai 2022 | Pologne                                        | 1 - 1   | Bulgarie                        | Stade Ness Ziona, Ness Ziona          |                                       |
| 16h30       | Oliwier Sławiński 47e                          | (0 - 0) | 83e Stefan Traykov              | Arbitrage : Christian-Petru Ciochirca | Arbitrage : Christian-Petru Ciochirca |
| 16h30       | Jakub Staniszewski 58e · Kacper Śmiglewski 74e | Rapport | 18e Mitkov · 81e Slavi Chakarov | Arbitrage : Christian-Petru Ciochirca | Arbitrage : Christian-Petru Ciochirca |

| 22 mai 2022 | Pays-Bas                                          | 3 - 1   | France                            | Stade Haberfeld, Rishon LeZion |                               |
| 16h30       | Huijsen 76e (pen.) · Milambo 81e · Boerhout 90+4e | (0 - 1) | 13e Diallo                        | Arbitrage : Henrik Nalbandyan  | Arbitrage : Henrik Nalbandyan |
| 16h30       | Splinter 30e                                      | Rapport | 35e Byar · 75e Mawissa · 88e Doué | Arbitrage : Henrik Nalbandyan  | Arbitrage : Henrik Nalbandyan |

### Groupe C
| Rang | Équipe   | Pts | J | G | N | P | Bp | Bc | Diff |
| ---- | -------- | --- | - | - | - | - | -- | -- | ---- |
| 1    | Espagne  | 7   | 3 | 2 | 1 | 0 | 5  | 1  | +4   |
| 2    | Serbie   | 5   | 3 | 1 | 2 | 0 | 4  | 3  | +1   |
| 3    | Belgique | 4   | 3 | 1 | 1 | 1 | 4  | 4  | 0    |
| 4    | Turquie  | 0   | 3 | 0 | 0 | 3 | 2  | 7  | -5   |

#### 1rejournée
| 17 mai 2022 | Serbie                     | 1 - 1   | Belgique                  | Stade Haberfeld, Rishon LeZion    |                                   |
| 16h30       | Jovan Milošević 88e (pen.) | (0 - 1) | 17e Stanis Idumbo-Muzambo | Arbitrage : Helgi Mikael Jónasson | Arbitrage : Helgi Mikael Jónasson |
| 16h30       | Mateja Bubanj 14e          | Rapport | 90+5e Luca Monticelli     | Arbitrage : Helgi Mikael Jónasson | Arbitrage : Helgi Mikael Jónasson |

| 17 mai 2022 | Turquie                             | 0 - 2   | Espagne                             | Stade Ness Ziona, Ness Ziona |                       |
| 19h30       |                                     | (0 - 1) | 41e Dani Rodriguez · 53e Iker Bravo | Arbitrage : Dario Bel        | Arbitrage : Dario Bel |
| 19h30       | Emirhan Acar 52e · Ali Ersungur 66e | Rapport |                                     | Arbitrage : Dario Bel        | Arbitrage : Dario Bel |

#### 2ejournée
| 20 mai 2022 | Serbie                                     | 2 - 1   | Turquie                                                                        | Stade Haberfeld, Rishon LeZion |                      |
| 13h30       | Jovan Šljivić 17e · Jovan Milošević 52e    | (1 - 1) | 43e Can Uzun                                                                   | Arbitrage : Tom Owen           | Arbitrage : Tom Owen |
| 13h30       | Stefan Bukinac 36e · Aleksej Vukičević 81e | Rapport | 59e, 90+6e Engin Yildirim · 65e Semih Kaya · 79e Can Uzun · 90+3e Hasan Kayalı | Arbitrage : Tom Owen           | Arbitrage : Tom Owen |

| 20 mai 2022 | Espagne                           | 2 - 0   | Belgique                                         | Stade Ness Ziona, Ness Ziona  |                               |
| 15h30       | Javier Boñar 12e · Iker Bravo 45e | (2 - 0) |                                                  | Arbitrage : Henrik Nalbandyan | Arbitrage : Henrik Nalbandyan |
| 15h30       | Iván Garriel 45+2e                | Rapport | 69e Arthur Vermeeren · 80e Stanis Idumbo-Muzambo | Arbitrage : Henrik Nalbandyan | Arbitrage : Henrik Nalbandyan |

#### 3ejournée
| 23 mai 2022 | Belgique                                                                    | 3 - 1   | Turquie                                            | Stade Ness Ziona, Ness Ziona |                              |
| 16h30       | Stanis Idumbo-Muzambo 62e (pen.) · Jorne Spileers 73e · Chemsdine Talbi 77e | (0 - 0) | 76e Uzun                                           | Arbitrage : Andrei Chivulete | Arbitrage : Andrei Chivulete |
| 16h30       |                                                                             | Rapport | 5e Ali Ersungur · 44e Semih Kaya · 61e Efe Koyuncu | Arbitrage : Andrei Chivulete | Arbitrage : Andrei Chivulete |

| 23 mai 2022 | Espagne          | 1 - 1   | Serbie                                         | Stade Haberfeld, Rishon LeZion |                           |
| 16h30       | David Mella 76e  | (0 - 0) | 88e (pen.) Jovan Milosevic                     | Arbitrage : Willy Delajod      | Arbitrage : Willy Delajod |
| 16h30       | Carles Sogorb 6e | Rapport | 74e, 78e Jovan Mijatović · 89e Mateja Radonjić | Arbitrage : Willy Delajod      | Arbitrage : Willy Delajod |

### Groupe D
| Rang | Équipe   | Pts | J | G | N | P | Bp | Bc | Diff |
| ---- | -------- | --- | - | - | - | - | -- | -- | ---- |
| 1    | Danemark | 6   | 3 | 2 | 0 | 1 | 7  | 4  | +3   |
| 2    | Portugal | 6   | 3 | 2 | 0 | 1 | 10 | 6  | +4   |
| 3    | Suède    | 6   | 3 | 2 | 0 | 1 | 5  | 5  | 0    |
| 4    | Écosse   | 0   | 3 | 0 | 0 | 3 | 2  | 9  | -7   |

#### 1rejournée
| 17 mai 2022 | Danemark                              | 1 - 2   | Suède                       | Stade Ramat Gan, Ramat Gan    |                               |
| 16h30       | Noah Sahsah 59e                       | (0 - 2) | 3e (pen.) 24e Jardell Kanga | Arbitrage : Henrik Nalbandyan | Arbitrage : Henrik Nalbandyan |
| 16h30       | Gustav Wagner 2e · Matteo Grosso] 45e | Rapport | 90+4e Elis Bishesari        | Arbitrage : Henrik Nalbandyan | Arbitrage : Henrik Nalbandyan |

| 17 mai 2022 | Écosse                                                                                            | 1 - 5   | Portugal                                                                                      | Stade municipal de Lod, Lod |                      |
| 19h00       | Magnus Mackenzie 62e                                                                              | (0 - 3) | 8e Ivan Lima · 26e José Rodrigues · 37e (pen.) João Veloso · 69e Afonso Moreira · 73e Ribeiro | Arbitrage : Tom Owen        | Arbitrage : Tom Owen |
| 19h00       | Charlie Mcarthur 45+2e · Greig Allen 72e · Craig Moore 76e · Jack Kingdon 85e · Lennon Miller 88e | Rapport | 67e Ussumane Djaló · 90+2e Dário Essugo                                                       | Arbitrage : Tom Owen        | Arbitrage : Tom Owen |

#### 2ejournée
| 20 mai 2022 | Danemark                                                            | 3 - 1   | Écosse              | Stade Ramat Gan, Ramat Gan |                       |
| 13h30       | Alexander Simmelhack 33e · Magnus Mackenzie 47e · Markus Jensen 71e | (1 - 1) | 35e Rory Wilson     | Arbitrage : Dario Bel      | Arbitrage : Dario Bel |
| 13h30       |                                                                     | Rapport | 9e Magnus Mackenzie | Arbitrage : Dario Bel      | Arbitrage : Dario Bel |

| 20 mai 2022 | Portugal                                                         | 4 - 2   | Suède                                         | Stade municipal de Lod, Lod |                           |
| 15h30       | Rodrigo Ribeiro 32e · João Veloso 37e 60e · Afonso Moreira 45+1e | (3 - 1) | 7e Jardell Kanga · 80e Leonardo De Oliveira   | Arbitrage : Willy Delajod   | Arbitrage : Willy Delajod |
| 15h30       |                                                                  | Rapport | 12e André Alvarez Perez · 54e Djoseph Bangala | Arbitrage : Willy Delajod   | Arbitrage : Willy Delajod |

#### 3ejournée
| 23 mai 2022 | Suède             | 1 - 0   | Écosse | Stade municipal de Lod, Lod       |                                   |
| 19h00       | Jardell Kanga 66e | (0 - 0) |        | Arbitrage : Helgi Mikael Jónasson | Arbitrage : Helgi Mikael Jónasson |
| 19h00       | Rapport           |         |        | Arbitrage : Helgi Mikael Jónasson | Arbitrage : Helgi Mikael Jónasson |

| 23 mai 2022 | Portugal                                  | 1 - 3   | Danemark                                                    | Stade Ramat Gan, Ramat Gan   |                              |
| 19h00       | Ivan Lima 30e                             | (1 - 0) | 62e Noah Nartey · 70e Elias Hansborg · 90e (csc) Luís Gomes | Arbitrage : Igor Stojchevski | Arbitrage : Igor Stojchevski |
| 19h00       | José Rodrigues 43e · Leonardo Barroso 89e | Rapport |                                                             | Arbitrage : Igor Stojchevski | Arbitrage : Igor Stojchevski |

### Tableau final
|  | Quarts de finale                             | Quarts de finale                             | Quarts de finale                             | Quarts de finale                             |          |          | Demi-finales                            | Demi-finales                            | Demi-finales                            | Demi-finales                            |  |  | Finale                                    | Finale                                    | Finale                                    | Finale                                    |
|  |                                              |                                              |                                              |                                              |          |          |                                         |                                         |                                         |                                         |  |  |                                           |                                           |                                           |                                           |
|  | 25 mai 2022 - Stade Haberfeld, Rishon LeZion | 25 mai 2022 - Stade Haberfeld, Rishon LeZion | 25 mai 2022 - Stade Haberfeld, Rishon LeZion | 25 mai 2022 - Stade Haberfeld, Rishon LeZion |          |          | 29 mai 2022 - Stade de Netanya, Netanya | 29 mai 2022 - Stade de Netanya, Netanya | 29 mai 2022 - Stade de Netanya, Netanya | 29 mai 2022 - Stade de Netanya, Netanya |  |  | 1er juin 2022 - Stade de Netanya, Netanya | 1er juin 2022 - Stade de Netanya, Netanya | 1er juin 2022 - Stade de Netanya, Netanya | 1er juin 2022 - Stade de Netanya, Netanya |
|  | 25 mai 2022 - Stade Haberfeld, Rishon LeZion | 25 mai 2022 - Stade Haberfeld, Rishon LeZion | 25 mai 2022 - Stade Haberfeld, Rishon LeZion | 25 mai 2022 - Stade Haberfeld, Rishon LeZion |          |          | 29 mai 2022 - Stade de Netanya, Netanya | 29 mai 2022 - Stade de Netanya, Netanya | 29 mai 2022 - Stade de Netanya, Netanya | 29 mai 2022 - Stade de Netanya, Netanya |  |  | 1er juin 2022 - Stade de Netanya, Netanya | 1er juin 2022 - Stade de Netanya, Netanya | 1er juin 2022 - Stade de Netanya, Netanya | 1er juin 2022 - Stade de Netanya, Netanya |
|  | Allemagne                                    | Allemagne                                    | 1 (3)                                        | 1 (3)                                        |          |          | 29 mai 2022 - Stade de Netanya, Netanya | 29 mai 2022 - Stade de Netanya, Netanya | 29 mai 2022 - Stade de Netanya, Netanya | 29 mai 2022 - Stade de Netanya, Netanya |  |  | 1er juin 2022 - Stade de Netanya, Netanya | 1er juin 2022 - Stade de Netanya, Netanya | 1er juin 2022 - Stade de Netanya, Netanya | 1er juin 2022 - Stade de Netanya, Netanya |
|  | Allemagne                                    | Allemagne                                    | 1 (3)                                        | 1 (3)                                        |          |          | 29 mai 2022 - Stade de Netanya, Netanya | 29 mai 2022 - Stade de Netanya, Netanya | 29 mai 2022 - Stade de Netanya, Netanya | 29 mai 2022 - Stade de Netanya, Netanya |  |  | 1er juin 2022 - Stade de Netanya, Netanya | 1er juin 2022 - Stade de Netanya, Netanya | 1er juin 2022 - Stade de Netanya, Netanya | 1er juin 2022 - Stade de Netanya, Netanya |
|  | France                                       | France                                       | 1 (4) tab                                    | 1 (4) tab                                    |          |          | 29 mai 2022 - Stade de Netanya, Netanya | 29 mai 2022 - Stade de Netanya, Netanya | 29 mai 2022 - Stade de Netanya, Netanya | 29 mai 2022 - Stade de Netanya, Netanya |  |  | 1er juin 2022 - Stade de Netanya, Netanya | 1er juin 2022 - Stade de Netanya, Netanya | 1er juin 2022 - Stade de Netanya, Netanya | 1er juin 2022 - Stade de Netanya, Netanya |
|  | France                                       | France                                       | 1 (4) tab                                    | 1 (4) tab                                    | France   | France   | 2 (6) tab                               | 2 (6) tab                               |                                         |                                         |  |  | 1er juin 2022 - Stade de Netanya, Netanya | 1er juin 2022 - Stade de Netanya, Netanya | 1er juin 2022 - Stade de Netanya, Netanya | 1er juin 2022 - Stade de Netanya, Netanya |
|  | 26 mai 2022 - Stade de Netanya, Netanya      |                                              |                                              |                                              | France   | France   | 2 (6) tab                               | 2 (6) tab                               |                                         |                                         |  |  | 1er juin 2022 - Stade de Netanya, Netanya | 1er juin 2022 - Stade de Netanya, Netanya | 1er juin 2022 - Stade de Netanya, Netanya | 1er juin 2022 - Stade de Netanya, Netanya |
|  |                                              |                                              | Portugal                                     | Portugal                                     | 2 (5)    | 2 (5)    |                                         |                                         |                                         |                                         |  |  | 1er juin 2022 - Stade de Netanya, Netanya | 1er juin 2022 - Stade de Netanya, Netanya | 1er juin 2022 - Stade de Netanya, Netanya | 1er juin 2022 - Stade de Netanya, Netanya |
|  | Espagne                                      | Espagne                                      | Portugal                                     | Portugal                                     | 2 (5)    | 2 (5)    | 1                                       | 1                                       |                                         |                                         |  |  | 1er juin 2022 - Stade de Netanya, Netanya | 1er juin 2022 - Stade de Netanya, Netanya | 1er juin 2022 - Stade de Netanya, Netanya | 1er juin 2022 - Stade de Netanya, Netanya |
|  | Espagne                                      | Espagne                                      | 29 mai 2022 - Stade de Netanya, Netanya      |                                              |          |          | 1                                       | 1                                       |                                         |                                         |  |  | 1er juin 2022 - Stade de Netanya, Netanya | 1er juin 2022 - Stade de Netanya, Netanya | 1er juin 2022 - Stade de Netanya, Netanya | 1er juin 2022 - Stade de Netanya, Netanya |
|  | Portugal                                     | Portugal                                     | 2                                            | 2                                            |          |          |                                         |                                         |                                         |                                         |  |  | 1er juin 2022 - Stade de Netanya, Netanya | 1er juin 2022 - Stade de Netanya, Netanya | 1er juin 2022 - Stade de Netanya, Netanya | 1er juin 2022 - Stade de Netanya, Netanya |
|  | Portugal                                     | Portugal                                     | 2                                            | 2                                            | France   | France   | 2                                       | 2                                       |                                         |                                         |  |  |                                           |                                           |                                           |                                           |
|  | 25 mai 2022 - Stade de Netanya, Netanya      |                                              |                                              |                                              | France   | France   | 2                                       | 2                                       |                                         |                                         |  |  |                                           |                                           |                                           |                                           |
|  |                                              |                                              | Pays-Bas                                     | Pays-Bas                                     | 1        | 1        |                                         |                                         |                                         |                                         |  |  |                                           |                                           |                                           |                                           |
|  | Pays-Bas                                     | Pays-Bas                                     | Pays-Bas                                     | Pays-Bas                                     | 1        | 1        | 2                                       | 2                                       |                                         |                                         |  |  |                                           |                                           |                                           |                                           |
|  | Pays-Bas                                     | Pays-Bas                                     |                                              |                                              |          |          |                                         |                                         |                                         |                                         |  |  |                                           |                                           |                                           |                                           |
|  | Italie                                       | Italie                                       | 1                                            | 1                                            |          |          |                                         |                                         |                                         |                                         |  |  |                                           |                                           |                                           |                                           |
|  | Italie                                       | Italie                                       | 1                                            | 1                                            | Pays-Bas | Pays-Bas | 2 (5) tab                               | 2 (5) tab                               |                                         |                                         |  |  |                                           |                                           |                                           |                                           |
|  | 26 mai 2022 - Stade Ness Ziona, Ness Ziona   |                                              |                                              |                                              | Pays-Bas | Pays-Bas | 2 (5) tab                               | 2 (5) tab                               |                                         |                                         |  |  |                                           |                                           |                                           |                                           |
|  |                                              |                                              | Serbie                                       | Serbie                                       | 2 (3)    | 2 (3)    |                                         |                                         |                                         |                                         |  |  |                                           |                                           |                                           |                                           |
|  | Danemark                                     | Danemark                                     | Serbie                                       | Serbie                                       | 2 (3)    | 2 (3)    | 1                                       | 1                                       |                                         |                                         |  |  |                                           |                                           |                                           |                                           |
|  | Danemark                                     | Danemark                                     |                                              |                                              |          |          |                                         | 1                                       |                                         |                                         |  |  |                                           |                                           |                                           |                                           |
|  | Serbie                                       | Serbie                                       | 2                                            | 2                                            |          |          |                                         |                                         |                                         |                                         |  |  |                                           |                                           |                                           |                                           |
|  | Serbie                                       | Serbie                                       | 2                                            | 2                                            |          |          |                                         |                                         |                                         |                                         |  |  |                                           |                                           |                                           |                                           |
|  |                                              |                                              |                                              |                                              |          |          |                                         |                                         |                                         |                                         |  |  |                                           |                                           |                                           |                                           |

### Quarts de finale
| 25 mai 2022 | Allemagne                                                              | 1 - 1             | France                                                      | Stade Haberfeld, Rishon LeZion |                       |
| 16h30       | Weiper 38e                                                             | (1 - 1)           | 19e Saettel                                                 | Arbitrage : Dario Bel          | Arbitrage : Dario Bel |
| 16h30       | Di Benedetto 29e · Fritschi 81e                                        | Rapport           | 49e Atangana Edoa ·                                         | Arbitrage : Dario Bel          | Arbitrage : Dario Bel |
| 16h30       | Schulz · Pejcinovic · Bischof · Ibrahimovic · Krattenmacher · Fritschi | Tirs au but 3 - 4 | Zaïre-Emery · Byar · Atangana Edoa · Kabamba · Tel · Diallo | Arbitrage : Dario Bel          | Arbitrage : Dario Bel |

| 25 mai 2022 | Pays-Bas                                | 2 - 1   | Italie     | Stade de Netanya, Netanya |                           |
| 19h00       | Misehouy 27e · Van Duiven 43e           | (2 - 0) | 64e Lipani | Arbitrage : Willy Delajod | Arbitrage : Willy Delajod |
| 19h00       | Breinburg 65e · Huijsen 69e · Henry 90e | Rapport | 41e Saiani | Arbitrage : Willy Delajod | Arbitrage : Willy Delajod |

| 26 mai 2022 | Danemark                                              | 1 - 2   | Serbie                                                                                            | Stade Ness Ziona, Ness Ziona |                              |
| 16h30       | Højlund 48e                                           | (0 - 1) | 3e Simić · 64e Milošević                                                                          | Arbitrage : Andrei Chivulete | Arbitrage : Andrei Chivulete |
| 16h30       | Nartey 36e · Sander 87e · Fraulo 90+3e · Bakhit 90+4e | Rapport | 72e Majstorović · 80e Vukičević · 87e Krivokapić · 87e Lijeskić · 90+3e Šljivić · 90+6e Stanković | Arbitrage : Andrei Chivulete | Arbitrage : Andrei Chivulete |

| 26 mai 2022 | Espagne                                     | 1 - 2   | Portugal                   | Stade de Netanya, Netanya             |                                       |
| 19h00       | Boñar 11e                                   | (1 - 1) | 9e Moreira · 63e Rodrigues | Arbitrage : Christian-Petru Ciochirca | Arbitrage : Christian-Petru Ciochirca |
| 19h00       | Hernandez 21e · Bravo 36e · Gasiorowski 62e | Rapport | 85e Fernandes              | Arbitrage : Christian-Petru Ciochirca | Arbitrage : Christian-Petru Ciochirca |

### Demi-finales
| 29 mai 2022 | France                                              | 2 - 2             | Portugal                                                  | Stade de Netanya, Netanya |                       |
| 16h30       | Zaïre-Emery 8e · Muniz 45+1e (csc)                  | (2 - 2)           | 12e Moreira · 20e Essugo                                  | Arbitrage : Dario Bel     | Arbitrage : Dario Bel |
| 16h30       | Kumbedi 30e · Olmeta                                | Rapport           |                                                           | Arbitrage : Dario Bel     | Arbitrage : Dario Bel |
| 16h30       | Gueguin · Diallo · Kabamba · Byar · Tel · Bitshiabu | Tirs au but 6 - 5 | Gonçalves · Muniz · Rodrigues · Essugo · Djaló · Mendonça | Arbitrage : Dario Bel     | Arbitrage : Dario Bel |

| 29 mai 2022 | Pays-Bas                                             | 2 - 2       | Serbie                                       | Stade de Netanya, Netanya     |                               |
| 20h00       | Van Duiven 47e · Slory 73e                           | (0 - 0)     | 50e 55e Milošević                            | Arbitrage : Henrik Nalbandyan | Arbitrage : Henrik Nalbandyan |
| 20h00       |                                                      | Rapport     | 20e Lijeskić · 60e Džodić · Stanković ·      | Arbitrage : Henrik Nalbandyan | Arbitrage : Henrik Nalbandyan |
| 20h00       | Huijsen · Van Den Heuvel · Agougil · Kleijn · Babadi | Tirs au but | Stanković · Radonjić · Šljivić · Serafimović | Arbitrage : Henrik Nalbandyan | Arbitrage : Henrik Nalbandyan |

### Finale
| ·               |                         |     |
| Titulaires :    |                         |     |
|                 |                         |     |
| 01              | Lisandru Olmeta         |     |
| 02              | Saël Kumbedi            |     |
| 13              | Christian Mawissa Elebi |     |
| 05              | El Chadaille Bitshiabu  |     |
| 17              | Jeanuël Belocian        | 73e |
| 14              | Naïm Byar               |     |
| 08              | Valentin Atangana Edoa  |     |
| 10              | Désiré Doué             | 64e |
| 06              | Warren Zaïre-Emery      |     |
| 11              | Tom Saettel             | 86e |
| 09              | Mathys Tel              |     |
|                 |                         |     |
| Remplaçants :   |                         |     |
| 16              | Noah Raveyre            |     |
| 15              | Elyaz Zidane            | 86e |
| 03              | Luzolo Vangi Vungele    | 73e |
| 04              | Mamadou Sarr            |     |
| 20              | Alexis Kabamba          |     |
| 07              | Axel Gueguin            | 64e |
| 12              | Zoumana Diallo          |     |
| 19              | Junior Ndiaye           |     |
| 18              | Ayman Aiki              |     |
|                 |                         |     |
| Sélectionneur : |                         |     |
| José Alcocer    |                         |     |

| ·               |                    |     |
| Titulaires :    |                    |     |
|                 |                    |     |
| 01              | Tristan Kuijsten   |     |
| 02              | Bram Rovers        | 53e |
| 03              | Thijmen Blokzijl   |     |
| 04              | Dean Huijsen       |     |
| 05              | Rainey Breinburg   | 75e |
| 14              | Silvano Vos        | 83e |
| 10              | Gabriel Misehouy   |     |
| 18              | Antoni Milambo     | 46e |
| 07              | Jaden Slory        | 83e |
| 09              | Jason van Duiven   |     |
| 11              | Isaac Babadi       |     |
|                 |                    |     |
| Remplaçants :   |                    |     |
| 16              | Bernt Klaverboer   |     |
| 13              | Oualid Agougil     | 75e |
| 12              | Alvaro Henry       | 53e |
| 15              | Ilias Splinter     |     |
| 06              | Tim Van Den Heuvel | 83e |
| 08              | Mike Kleijn        | 46e |
| 17              | Yoram Boerhout     |     |
| 19              | Fabiano Rust       |     |
| 20              | Ezechiel Banzuzi   |     |
|                 |                    |     |
| Sélectionneur : |                    |     |
| Mischa Visser   |                    |     |

| ·               |                         |     |
| Titulaires :    |                         |     |
|                 |                         |     |
| 01              | Lisandru Olmeta         |     |
| 02              | Saël Kumbedi            |     |
| 13              | Christian Mawissa Elebi |     |
| 05              | El Chadaille Bitshiabu  |     |
| 17              | Jeanuël Belocian        | 73e |
| 14              | Naïm Byar               |     |
| 08              | Valentin Atangana Edoa  |     |
| 10              | Désiré Doué             | 64e |
| 06              | Warren Zaïre-Emery      |     |
| 11              | Tom Saettel             | 86e |
| 09              | Mathys Tel              |     |
|                 |                         |     |
| Remplaçants :   |                         |     |
| 16              | Noah Raveyre            |     |
| 15              | Elyaz Zidane            | 86e |
| 03              | Luzolo Vangi Vungele    | 73e |
| 04              | Mamadou Sarr            |     |
| 20              | Alexis Kabamba          |     |
| 07              | Axel Gueguin            | 64e |
| 12              | Zoumana Diallo          |     |
| 19              | Junior Ndiaye           |     |
| 18              | Ayman Aiki              |     |
|                 |                         |     |
| Sélectionneur : |                         |     |
| José Alcocer    |                         |     |

| ·               |                    |     |
| Titulaires :    |                    |     |
|                 |                    |     |
| 01              | Tristan Kuijsten   |     |
| 02              | Bram Rovers        | 53e |
| 03              | Thijmen Blokzijl   |     |
| 04              | Dean Huijsen       |     |
| 05              | Rainey Breinburg   | 75e |
| 14              | Silvano Vos        | 83e |
| 10              | Gabriel Misehouy   |     |
| 18              | Antoni Milambo     | 46e |
| 07              | Jaden Slory        | 83e |
| 09              | Jason van Duiven   |     |
| 11              | Isaac Babadi       |     |
|                 |                    |     |
| Remplaçants :   |                    |     |
| 16              | Bernt Klaverboer   |     |
| 13              | Oualid Agougil     | 75e |
| 12              | Alvaro Henry       | 53e |
| 15              | Ilias Splinter     |     |
| 06              | Tim Van Den Heuvel | 83e |
| 08              | Mike Kleijn        | 46e |
| 17              | Yoram Boerhout     |     |
| 19              | Fabiano Rust       |     |
| 20              | Ezechiel Banzuzi   |     |
|                 |                    |     |
| Sélectionneur : |                    |     |
| Mischa Visser   |                    |     |

## Statistiques individuelles
- Trophée du meilleur joueur :
- Trophée de révélation :